# San Bruno (California)
San Bruno è una città nella contea di San Mateo, California, Stati Uniti. La popolazione era di 41 114 abitanti al censimento del 2010.
La città è vicina, pur non comprendendolo, al San Francisco International Airport (situato in una zona non incorporata sotto la giurisdizione della contea), nonché al Golden Gate National Cemetery (di proprietà del governo federale). È sede del colosso web YouTube, terzo sito web più visitato al mondo.